# Graphe d'intervalles

Sept intervalles de la droite réelle et le graphe d'intervalle associé.

En théorie des graphes, un graphe d'intervalles est le graphe d'intersection d'un ensemble d'intervalles de la droite réelle. Chaque sommet du graphe d'intervalles représente un intervalle de l'ensemble, et une arête relie deux sommets lorsque les deux intervalles correspondants s'intersectent.

## Définition formelle
Etant donnés des intervalles {\displaystyle I_{1},I_{2},\ldots ,I_{n}\subseteq \mathbb {R} } , le graphe d'intervalle correspondant est {\displaystyle G=(V,E)~} où
{\displaystyle V=\{I_{1},I_{2},\ldots ,I_{n}\}}
et
{\displaystyle \{I_{\alpha },I_{\beta }\}\in E\iff I_{\alpha }\cap I_{\beta }\neq \emptyset .}

## Applications
Les graphes d'intervalles sont utilisés pour modéliser les problèmes d'allocation de ressources en recherche opérationnelle et en théorie de la planification. Chaque intervalle représente une demande pour une ressource (telle qu'une unité de traitement d'un système informatique distribué ou une salle d'une classe) pour une période de temps spécifique. La recherche du stable maximum du graphe correspond à la meilleure allocation de ressources pouvant être réalisée sans conflits.
Une coloration optimale des sommets du graphe d'intervalles représente une affectation de ressources qui couvre toutes les demandes avec le moins de ressources possible. 
La recherche d'un ensemble d'intervalles qui représente un graphe d'intervalle permet d'assembler des séquences contigües d'ADN. 
L'étude des graphes d'intervalles a d'ailleurs été motivé en partie par les études biologiques de Seymour Benzer,.

## Propriétés
Le théorème de Gilmore et Hoffman montre qu'un graphe d'intervalles est un graphe cordal (donc un graphe parfait) dont le graphe complémentaire est un graphe de comparabilité,. La relation de comparabilité est précisément l'ordre d'intervalle (en).
Un graphe d'intervalles propre est un graphe d'intervalles possédant une représentation d'intervalles dans laquelle aucun intervalle n'est inclus dans l'autre. Un graphe d'intervalles unitaire est un graphe d'intervalle possédant une représentation d'intervalles fermés dans laquelle chaque intervalle est de longueur 1. On peut démontrer que ces deux classes sont égales.
Les graphes d'intervalles connexes sans triangle sont exactement les graphes chenilles.
Du fait qu'un graphe est un graphe d'intervalles si et seulement s'il est cordal et que son graphe complémentaire est un graphe de comparabilité, il s'ensuit que le graphe et son complément sont tous deux des graphes d'intervalles si et seulement si le graphe est à la fois un graphe scindé et un graphe de permutation.

## Aspects algorithmiques

### Algorithmes efficaces de reconnaissance
Déterminer si un graphe {\displaystyle G=(V,E)} donné est un graphe d'intervalles peut être décidé avec une complexité en temps {\displaystyle O(|V|+|E|)} en recherchant un ordonnancement des cliques maximales de {\displaystyle G} qui est consécutif en respectant les inclusions des nœuds. De manière formelle, un graphe {\displaystyle G} est un graphe d'intervalles si et seulement si les cliques maximales {\displaystyle M_{1},M_{2},\ldots ,M_{k}} de {\displaystyle G} peuvent être ordonnées telles que pour tout {\displaystyle v\in M_{i}\cap M_{k}}, alors {\displaystyle v\in M_{j}} pour tout entier {\displaystyle j,\ i\leq j\leq k.}
L'algorithme original permettant de savoir si un graphe est un graphe d'intervalles en temps linéaire, dû à Booth et Lueker est basé sur un arbre PQ complexe, mais Habib et al ont montré comment résoudre plus simplement le problème, en utilisant le fait qu'un graphe est un graphe d'intervalles si et seulement s'il est cordal et son graphe complémentaire est un graphe de comparabilité.

### Problèmes restreints à la classe
De nombreux problèmes NP-complets sur les graphes quelconques admettent des algorithmes de complexité polynomiale ou même linéaire si l'on se restreint aux graphes d'intervalles. Par exemple le problème de l'isomorphisme de graphes 
et le problème du chemin hamiltonien,.